# Fritz Reusing
Fritz Reusing (* 25. Dezember 1874 in Mülheim am Rhein; † 24. Dezember 1956 in Haan; vollständiger Name: Richard Friedrich Reusing) war ein deutscher Maler und Hochschullehrer, der zu den letzten klassischen Porträtmalern der Düsseldorfer Malerschule im frühen 20. Jahrhundert zählte.

## Leben und Werk
Nach dem Besuch des Realgymnasiums in Köln-Mülheim von 1885 bis 1892 studierte Fritz Reusing an der Kunstakademie Düsseldorf bei Arthur Kampf, Heinrich Lauenstein, Peter Janssen und Hugo Crola bis 1900. Er wurde Mitglied im Akademischen Verein „Laetitia“, einer um die Jahrhundertwende einflussreichen Studentenverbindung an der Düsseldorfer Kunstakademie (Gründung um 1879) und in der Freien Vereinigung Düsseldorfer Künstler. Er gehörte von 1897/1898 bis zu seinem Tod 1956 dem Künstlerverein Malkasten an.
Obwohl noch Meisterschüler von Claus Meyer, gelang Reusing bereits in jungen Jahren der große Durchbruch. Für sein Damenporträt von „Mira“, der Tochter von Karl Rudolf Sohn und späteren Ehefrau seines Studienkollegen Werner Heuser, wurde ihm 1901 auf der Internationalen Kunstausstellung im Münchener Glaspalast eine goldene Medaille verliehen.
Als einer der letzten überregional gesuchten Bildnismaler der Düsseldorfer Schule führten ihn Aufträge unter anderem nach Berlin, München, Paris, in die Niederlande und nach Belgien. Er blieb jedoch Zeit seines Lebens in Düsseldorf ansässig. Um 1909 ließ er sich dort von Wilhelm Kreis ein Wohn- und Atelierhaus an der Venloer Straße bauen, das nicht erhalten ist. 1918 wurde Fritz Reusing zum Ehrenmitglied der Kunstakademie ernannt, an der er als Professor die Klasse für Bildnismalerei leitete.
Er war bekannt für seine lässigen, leistungsstarken Porträts, in denen er stets gelungen die lebensvolle Charakteristik des Themas aufnahm. Sein Malstil zeichnete sich durch eine lockere, breite Pinselführung, effektvolle Kompositionen mit virtuosem Farbspiel aus.
Fritz Reusing porträtierte zahlreiche berühmte Zeitgenossen, darunter Künstlerkollegen, Musiker wie Richard Strauss und Igor Strawinsky, Schauspieler und Schriftsteller wie Joachim Ringelnatz und Hans Carossa, sowie bekannte Wissenschaftler wie Albert Einstein und Max Planck. Auch einflussreiche Unternehmer wie Gustav Krupp von Bohlen und Halbach, August Thyssen, Carl Duisberg oder Friedrich Carl Hermann Heye, erster Präses der Handelskammer Hamburg ließen sich von ihm malen. Weiterhin schuf er repräsentative Herrscherporträts, darunter in Auftragsarbeit die Kaiser Wilhelm I., Friedrich III. und Wilhelm II. In der Zeit des Ersten Weltkriegs und des Zweiten Weltkriegs entstanden zahlreiche General- und Offiziersporträts, so 1915 von Generaloberst Alexander von Kluck (in Uniform mit Verwundung im Sessel sitzend), 1916 das Gruppenbild mit Kronprinz Rupprecht von Bayern und seinem Generalstabschef Konrad Krafft von Dellmensingen, 1919 ein Porträt von Erich Ludendorff und um 1942 ein Porträt von Generalfeldmarschall  Walter von Reichenau, sowie vom General der Panzertruppen Friedrich Paulus. Zur GeSoLei erstellte er 1925 ein Gemälde des Ausstellungs-Vorstands, auf dem auch der Architekt Wilhelm Kreis abgebildet ist. Den Professorentitel erhielt Reusing nach dem Zweiten Weltkrieg. Beerdigt wurde Fritz Reusing auf dem städtischen Waldfriedhof von Haan.
Die Monumentalskulptur Flora des Bildhauers Carl Vilz von 1944, die auf der Kunstausstellung Düsseldorf 1947 ausgestellt war, wurde für Fritz Reusing in Stein gegossen und fand ihren Platz in seinem Park in Haan, an der später nach ihm benannten Straße, dem Fritz-Reusing-Weg. Die Skulptur wurde bei einem Unwetter von einer umstürzenden Buche zerstört.
Der schriftliche Nachlass Reusings wird beim Rheinischen Archiv für Künstlernachlässe in Bonn aufbewahrt.

## Werke (Auswahl)

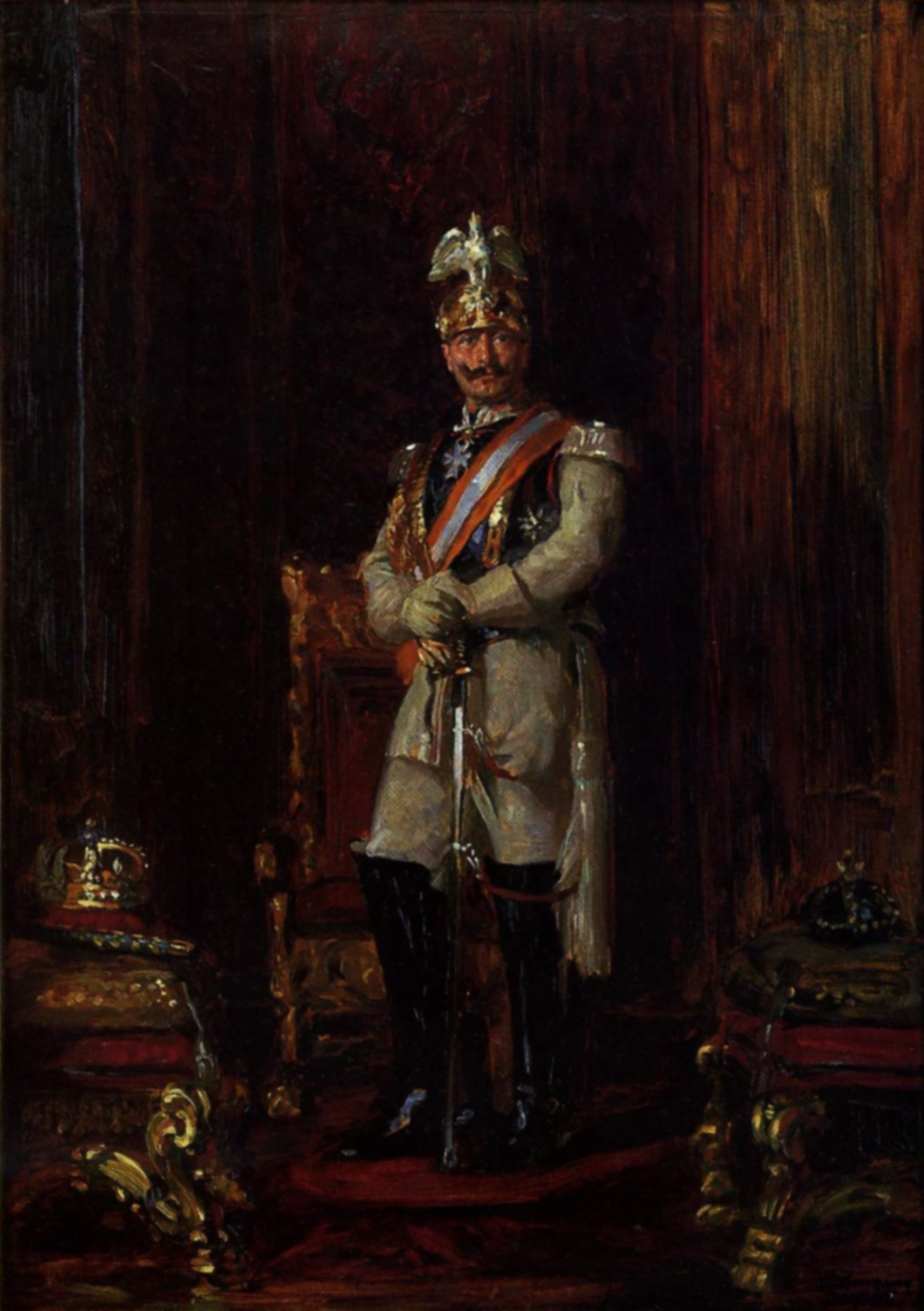
Wilhelm II., 1905

- 1904: Porträt einer jungen Dame im Boudoir
- 1905: Porträt Kaiser Wilhelm II.
- 1905: Porträt Otto Langhorst
- 1910: Porträt Oskar Schürer (Neffe von Fritz Reusing), Rötelzeichnung[10]
- 1911: Bildnis Arthur von Posadowsky-Wehner[11]
- 1912: Porträt eines Herrn im Automobil vor weiter Landschaft
- 1913: Bildnis einer eleganten Dame in grüner Robe
- 1915: Bildnis Alexander von Kluck
- 1916: Porträt Bjørn Bjørnson, Schloss Wahn[12]
- 1916: Bildnis Rupprecht von Bayern mit Konrad Krafft von Dellmensingen[13]
- 1916: Sitzende Dame mit Rosenhut in einem Interieur
- 1919: Porträt Erich Ludendorff[14]
- 1924: Porträt Carl Bosch (Radierung)[15]
- 1926: Hüftbild Arthur Schloßmann (im Stadtmuseum Düsseldorf)[16]
- 1926: Porträt der Schriftstellerin Elisabeth Schucht (1888–1954)
- 1927: Porträt einer rauchenden Dame im Salon
- 1928: Rollenporträt Werner Krauss als Neidhardt von Gneisenau im gleichnamigen Kinofilm von Wolfgang Goetz (im Schloss Wahn)[17]
- 1929: Selbstporträt
- 1928: Gartenrestaurant am Rhein
- 1934: Gruppenbild aus dem Düsseldorfer Malkasten (in geselliger Runde an Tischen sitzend Fritz von Wille, die Fabrikanten Franz und Richard Windscheid (Windscheid & Wendel), Dr. Riese, Maler Wilhelm Fritzel, Maler Edmund Schwarzer, Fabrikant Dahl, Maler Karl Wilhelm Dahl, die Architekten Richard Dörschel und Hermann vom Endt, Maler Erich von Perfall, Maler Peter Greeff, die Architekten Hermann Goerke und Heinrich Salzmann, Maler Otto Ackermann, Bildhauer Friedrich Coubillier)
- 1936: Porträt des Bildhauers Hans Breker in seinem Atelier
- 1937: Porträt Aenne Pehle (geb. Anna Bornemann), Gattin des Bildhauers Albert Pehle und Schwägerin von Walter Ophey
- vor 1941: Porträt Sven Hedin
- 1941: Porträt Emil Rahmede[18]
- 1942: Porträt Paula Krieger

## Gruppenausstellungen (Auswahl)
- 1910: Kunstverein Hamburg
- 1911: Große Berliner Kunstausstellung
- 1914: Esposizione Internazionale d’Arte della Città di Venezia – Biennale di Venezia, Venedig
- 1932: Düsseldorf-Münchner Kunst, Kunstpalast Düsseldorf[19]
- 1936: Große Deutsche in Bildnissen ihrer Zeit, aus Anlass der XI. Olympischen Spiele 1936 im Kronprinzenpalais in Berlin
- 1941: Rheinische Kunstausstellung im Grünen Tor in Danzig (mit dem Porträt von Sven Hedin)
- 1941: Herbstausstellung Düsseldorfer Künstler in der Kunsthalle Düsseldorf (mit Bildnis des Generalfeldmarschalls von Bock)
- 1955: Künstlergruppe 1949, Sonderausstellung des Kunstvereins für die Rheinlande und Westfalen in der Kunsthalle Düsseldorf

## Schiften
- Bedeutende Männer, schöne Frauen. (mit einem Vorwort von Otto Brües) Bagel Verlag, Düsseldorf 1954.